# Nyamko Sabuni
Nyamko Ana Sabuni, oprindelig Nyamko Asule Ana Sabuni (født 31 marts 1969 i Bujumbura i Burundi) er en svensk politiker og tidligere partileder for Liberalerna. Hun var medlem af Riksdagen 2002–2006 og 2010-13 og minister i regeringen Reinfeldt 2006–2013. Hun var integrationsminister 2006-2010 og minister for ligestilling 2006-13. Sabuni kom som 12-årig til Sverige som flygtning fra Burundi. Hun var den første partileder i Sverige, som har afrosvensk baggrund.
I 2019 blev hun valgt som formand for partiet Liberalerna og afgik som formand den 8. april 2022.